# Hedwig Kohn
Hedwig Kohn (ur. 5 kwietnia 1887 we Wrocławiu, zm. 26 listopada 1964 w Durham) – niemiecka fizyczka; jedna z trzech Niemek, które przed II wojną światową uzyskały w fizyce habilitację, tj. uprawnienie do samodzielnego nauczania na uczelni.

## Biografia

### Wczesne życie
Urodzona we Wrocławiu, Kohn była córką Georga Kohna, handlarza tkanin, oraz pochodzącej z bogatej rodziny Helene Hancke. Zarówno jej matka, jak i ojciec byli niemieckimi Żydami.
W 1907 r., rok zanim kobiety mogły oficjalnie uczęszczać na uniwersytety, Kohn została drugą kobietą, która dostała się na wydział fizyki na Königliche Universität Breslau. Pod opieką Otto Lummera w 1913 przygotowała doktorat. Wkrótce była wyznaczona na pomocniczkę swojego dotychczasowego opiekuna. W czasie I wojny światowej pracowała na uczelni. W 1930 uzyskała habilitację.

### Ucieczka z Niemiec
Kohn została usunięta z uczelni w 1933 z powodu wprowadzenia nazistowskich rozporządzeń, które zabraniały Żydom pełnić funkcje w usługach rządowych. Przetrwała dzięki kontraktom badawczym w dziedzinie fizyki przemysłowej, które realizowała do 1938 r. Później straciła pracę i środki do życia.
Z pomocą Rudolfa Ladenburga, Lise Meitner, Herthy Sponer, Amerykańskiego Stowarzyszenia Kobiet Uniwersyteckich oraz wielu innych otrzymała możliwość chwilowej pracy na trzech uczelniach dla kobiet w Stanach Zjednoczonych. W 1939 r. otrzymała wizę do Wielkiej Brytanii, ale anulowano ją z powodu wybuchu wojny. Po jakimś czasie udało jej się otrzymać wizę do Szwecji, dokąd udała się w lipcu 1940.
Przeniosła się do Stanów Zjednoczonych po otrzymaniu wizy. Podróż odbyła przez Berlin, Sztokholm, Leningrad, Moskwę, Władywostok, Yokohamę, San Francisco i Chicago.

### Życie w Stanach Zjednoczonych
Gdy Kohn przybyła do USA w styczniu 1941, była poważnie chora. Po wyzdrowieniu rozpoczęła nauczanie na Kobiecej Uczelni Uniwersytetu Północnej Karoliny w Greensboro. Pracowała tam przez półtora roku.
W 1942 zaczęła nauczać na Wellesley College w Massachusetts. W 1945 została profesorem uczelni, a pełny doktorat uzyskała w 1948 r. Kohn założyła laboratorium badawcze fotometrii płomieniowej
Była członkinią wielu profesjonalnych stowarzyszeń w Stanach Zjednoczonych, takich jak American Physical Society (Amerykańskie Towarzystwo Fizyczne), The American Association of Physics Teachers i Towarzystwo Badań Naukowych Sigma Xi (Sigma Xi: The Scientific Research Honor Society).
Kiedy w 1952 przeszła na emeryturę, Hertha Sponer, profesor fizyki na Uniwersytecie Duke’a w Durham w Karolinie Północnej, zaoferowała jej stanowisko pracownicy naukowej. Kohn założyła laboratorium na Uniwersytecie Duke’a i wznowiła pracę badawczą. Skierowała dwóch studentów podyplomowych na studia doktoranckie i zrekrutowała dwóch doktorów do pomocy w badaniach nad fotometrią płomieniową. Pracowała prawie do śmierci.

## Dziedzictwo
Kohn pod okiem Lummera specjalizowała się w technice spektrofotometrii. Rozwinęła te metody badawcze i opracowała sposoby pozyskiwania informacji z pomiarów intensywności i z kształtów linii emisji. Była autorką 270 stron we wiodącym podręczniku do fizyki Müller-Pouillets Lehrbuch der Physik, popularnym w latach 30. i 40. XX wieku w Niemczech. Otrzymała jeden patent i napisała liczne artykuły na temat spektroskopii optycznej i fotometrii płomieniowej, z których kilka wciąż było cytowanych na początku XXI wieku. Dwoje z jej studentów zostało profesorami w Niemczech.
5 kwietnia 2019 pojawił się Google Doodle, który uczcił 132. rocznicę urodzin Hedwig Kohn.

## Opublikowane prace
- Müller-Pouillets Lehrbuch der Physik. (II. Auflage), unter Mitwirkung zahlreicher Gelehrter herausgegeben von A. Eucken, O. Lummer (+), E. Wätzmann. In five volumes: I. Mechanik und Akustik; II. Lehre von der strahlenden Energie (Optik); III. Wärmelehre; IV. Elektizität und Magnetismus; V. Physik der Erde und des Kosmos (einschl. Relativitätstheorie). Braunschweig: 1925–1929. Band II, Zweite Hälfte, Erster Teil (Volume II, 2nd half, 1st part), volume editor Karl W. Meissner: 1929.